# The Big Little Person
The Big Little Person è un film muto del 1919 diretto da Robert Z. Leonard e interpretato da Mae Murray e Allan Sears. Rodolfo Valentino, con il nome Rodolpho De Valentina, appare nel ruolo dell'antagonista. 
La sceneggiatura di Bess Meredith si basa sull'omonimo romanzo di Rebecca Lane Hooper Eastman pubblicato a New York nel 1917. Prodotto e distribuito dall'Universal Film Manufacturing Company, il film è attualmente considerato perduto.

## Trama
Colpita dalla scarlattina trasmessale dai bambini della sua classe, Arathea Manning perde l'udito. Arthur, il suo fidanzato, che ormai si è disaffezionato a lei e che frequenta un'altra donna, si lamenta sempre di essere costretto a urlare per farsi sentire. Arathea, allora, adotta un dispositivo fornitole da un inventore, Gerald Staples, un apparecchio che le permette di udire nuovamente. Ma, in un impeto di rabbia, uno dei suoi allievi, un ragazzo disturbato, lo rompe. Gerald, che chiama Arathea The Big Little Person - piccola nelle dimensioni, ma grande nelle idee - le chiede di diventare la segretaria della nuova società che pubblicizza la sua invenzione. Innamorato, suona per lei al pianoforte anche se lei può sentire solo le vibrazioni e dei rimbombi. Arthur, frustrato e geloso di Gerald, prende l'anello che ha dato ad Arathea e lo butta per terra, facendola cadere svenuta con una ferita in testa. Quando Gerald la trova, cerca di confortarla suonandole il piano e così i due scoprono che la caduta ha guarito la ragazza, ripristinandone l'udito.

## Produzione
Il film fu prodotto dall'Universal Film Manufacturing Company.

## Distribuzione
Il copyright del film, richiesto dalla Universal, fu registrato il 20 maggio 1919 con il numero LP13732.
Distribuito dall'Universal Film Manufacturing Company, il film uscì nelle sale cinematografiche statunitensi nel maggio 1919. In Brasile, prese il titolo Repudiada.
Non si conoscono copie ancora esistenti della pellicola che viene considerata presumibilmente perduta.